# Пам'ятки монументального мистецтва Стрийського району
У Стрийському районі Львівської області нараховується 13 пам'яток монументального мистецтва.
| #  | назва | адреса                                     | Номер | дата рішення                     |
| -- | --- | ------------------------------------------ | ----- | -------------------------------- |
| 1  | Пам'ятник Гасину Олексі, начальнику Штабу УПА, полковнику (ск. І. Самотос, арх. В. Каменщик, 1995, бронза, чавун)                               | с. Конюхів, біля школи                     | 1718  | Розпорядження № 1039, 06.10.1997 |
| 2  | Пам'ятник Нижанківському О., українському композитору (ск. Василь і Володимир Одрехівські, арх. В. Блюсюк, 1989, мармурова крихта, бронза)      | с. Завадів, вул. Шевченка, навпроти школи  | 1719  | Рішення № 249, 21.05.1991        |
| 3  | Пам'ятник Франку І. Я., українському письменнику і вченому (ск. Е. Мисько, арх. О. Матвіїв, 1987, бронза, з/бетон)                              | с. Голобутів, пл. І. Франка, у центрі села | 1720  | Рішення № 450, 28.10.1987        |
| 4  | Пам'ятник Франку І. Я., українському письменнику і вченому (ск. Василь і Володимир Одрехівські, арх. В. Блюсюк, 1989, мармурова крихта, бронза) | с. Завадів, на подвір'ї музею історії села | 1721  | Рішення № 249, 21.05.1991        |
| 5  | Пам'ятник Хмельницькому Б. М., гетьману України (1954, мармурова крихта, з/бетон)                                                               | смт Дашава, у сквері                       | 865   | Рішення № 183, 05.05.1972        |
| 6  | Пам'ятник Шевченку Т. Г., українському поету і художнику (ск. Я. Скакун, арх. В. Сколоздра, 1989, бронза, мармурова крихта)                     | с. Грабовець, біля Будинку культури        | 1722  | Рішення № 249, 21.05.1991        |
| 7  | Пам'ятник Шевченку Т. Г., українському поету і художнику (ск. А. Видра, 1914, камінь)                                                           | с. Завадів, біля школи                     | 864   | Рішення № 183, 05.05.1972        |
| 8  | Пам'ятник Шевченку Т. Г., українському поету і художнику (ск. Василь і Володимир Одрехівські, арх. В. Блюсюк, 1989, мармурова крихта, бронза)   | с. Завадів                                 | 1723  | Рішення № 249, 21.05.1991        |
| 9  | Пам'ятник Шевченку Т. Г., українському поету і художнику (ск. Л. та О. Лесюки, арх. В. Блюсюк, 1991, бронза, мармурова крихта)                  | смт Дашава                                 | 1724  | Розпорядження № 528, 19.07.1995  |
| 10 | Пам'ятник Шевченку Т. Г., українському поету і художнику (ск. В. Одрехівський, 1992, кована мідь)                                               | с. Добряни                                 | 1725  | Розпорядження № 528, 19.07.1995  |
| 11 | Пам'ятник Шевченку Т. Г., українському поету і художнику (ск. В. Одрехівський, 1992, мармурова крихта)                                          | с. Підгірці                                | 1726  | Розпорядження № 528, 19.07.1995  |
| 12 | Пам'ятник Шевченку Т. Г., українському поету і художнику (ск. М. Посікіра, Л. Яремчук, 1993, бронза, мармурова крихта)                          | с. П'ятничани                              | 1727  | Розпорядження № 1039, 06.10.1997 |
| 13 | Пам'ятник Шевченку Т. Г. і Франку І. Я. («Єдність») (ск. В. Одрехівський, арх. О. Кикта, 1989, лабрадорит, бронза)                              | с. Яблунівка, вул. І. Франка               | 1728  | Розпорядження № 528, 19.07.1995  |
|    | |                                            |       |                                  |

## Джерело
Перелік пам'яток Львівської області [Архівовано 16 вересня 2012 у Wayback Machine.]